# Some Experiments
A Some Experiments Gigi D'Agostino 2006-os válogatáslemeze, saját szerzemények és feldolgozások szerepelnek rajta. A különböző projektek más-más név alatt vannak feltüntetve.

## Számlista

### CD1
1. Dottor Dag – Lo sbaglio (Quaglio mix)  4:55
2. Lento Violento Man – Gigi's love  4:47
3. La Tana del Suono – Raggatanz  3:26
4. Dottor Dag – Luce (Risparmio mix)  2:06
5. Gigi D'Agostino – Con te partirò (Bozza grezza)  5:27
6. Gigi D'Agostino – Don't cry tonight  5:35
7. Il Folklorista – The final countdown  5:43
8. Gigi D'Agostino – Thank you for all  2:40
9. Gigi D'Agostino – The way (Gigi live 2005)  4:20
10. Gigi D'Agostino – La passion medley with Rectangle (Gigi live 2005)  4:54
11. Gigi D'Agostino – Ancora insieme  4:21
12. Dance 'n' Roll – Stay (Gigi Dag from beyond)  6:17
13. Il Folklorista – Those were the days (Su le mano)  5:23
14. Love Transistor – Hold on  2:53
15. Tocco Scuro – Cold wind (Gigi D'Agostino dark)  4:20
16. Gigi D'Agostino – Again  4:41
17. Love Transistor – Wherever  3:46
18. Noise of Love – The only one  4:03

### CD2
1. Gigi D'Agostino – I wonder why (Non giochiamo FM)  2:58
2. Dottor Dag – Lo sbaglio (Quaglio tanz)  4:16
3. Lento Vioilento Man – Rugiada  4:27
4. Officina Emotiva – Natural (Solo musica)  2:54
5. Dottor Dag – Luce (Spreco mix)  3:12
6. Lento Violento Man – Pigia pigia  3:36
7. Gigi D'Agostino – Don't cry tonight (Gigi & Luca tanz)  5:23
8. Orchetra Maldestra – Tecno uonz (Gigi uonz)  3:46
9. Gigi D'Agostino – Semplicemente (Legna mix)  3:40
10. Lento Violento Man – Tresca losca  4:20
11. Dottor Dag – Non giochiamo  4:38
12. Lento Violento Man – Manovella (Demo scemo)  4:08
13. Uomo Suono – Unilaterale (Ambientale)  5:08
14. Uomo Suono – Mas fuerte  6:41
15. Orchestra Maldestra – Tecno uonz (Mondello & D'Agostino tanz FM)  3:34
16. Gigi D'Agostino – Pensando  3:25
17. Gigi D'Agostino – Semplicemente (Non giochiamo)  4:35
18. Onironauti – Raggi di sole  4:19
19. Onironauti – Rodamon  4:02

## Szerzők
- CD1/01, 04, CD2/02, 05, 09, 10, 11, 12, 13, 16, 17 & 18: Di Agostino – Media Songs Srl. /Pensieri Elettronici Srl.
- CD1/02 & CD2/06: Di Agostino & Sosnowski – Media Songs Srl. /Pensieri Elettronici Srl.
- CD1/03, CD2/08 & 15: Di Agostino & Martire – Media Songs Srl. /Pensieri Elettronici Srl.
- CD1/05: Sartori & Quarantotto – Sugar Music Publishing /Couble Marpot Srl.
- CD1/06 & CD2/07: Zanetti – Soul Trade Music /ZYX Music Srl.
- CD1/07: Joey Tempest – EMI Music Publishing Italia Srl.
- CD1/08: Di Agostino & Paganelli – Media Songs Srl. /Pensieri Elettronici Srl.
- CD1/09: Scalzo – Ed. Bible Black /Ascap
- CD1/10: Di Agostino, Sandrini, Montagner & Jacno – Media Songs Srl. /Warner Bros Music Italy Srl. /Musique Et Communication
- CD1/11: Di Agostino & Montagner – Media Songs Srl. /Pensieri Elettronici Srl.
- CD1/12: Di Agostino, Ludovico, Marani, Pandolfi & Jurca – Media Songs Srl. /Pensieri Elettronici Srl.
- CD1/13: Gene Raskin – Tro Essex Music Ltd.
- CD1/14, 17 & CD2/01: Di Agostino & Ludovico – Media Songs Srl. /Pensieri Elettronici Srl.
- CD1/15: Bergamasco & Di Agostino – Media Songs Srl. /Pensieri Elettronici Srl.
- CD1/16: Di Agostino, Ghislandi & Marani – Media Songs Srl. /Pensieri Elettronici Srl.
- CD1/18: Spagnuolo, Scalambrin, Galante & Di Agostino – Media Songs Srl. /Pensieri Elettronici Srl.
- CD2/04: Wolfgang Amadeus Mozart, Di Agostino & Martire – Media Songs Srl. /Pensieri Elettronici Srl.
- CD2/14: Di Agostino & Di Carlo – Media Songs Srl. /Pensieri Elettronici Srl.
- CD2/19: Di Agostino & Maccario – Media Songs Srl. /Pensieri Elettronici Srl.